# Gnôme (Q9)
Le Gnôme dont le numéro de coque était Q9, était un sous marin de défense français de classe Farfadet qui en comptait quatre. Il fut lancé le 23 juillet 1902 et mis en service, le 2 juin 1905. Il fut désarmé le 3 octobre 1910 et vendu à Bizerte, le 24 mars 1912. La classe Farfadet fut conçue par l'ingénieur français Gabriel Maugas,.

## La classe Farfadet (1901-1913)
La classe Farfadet comptait quatre sous-marins.
- Farfadet puis Follet (Q7) (1901 - 1913) sombre au large de Bizerte, le 6 juillet 1905 (14 victimes parmi les 16 membres d'équipage).
- Gnôme (Q9) (1902 - 1906)
- Korrigan (Q8) (1902 - 1906)
- Lutin (Q10) (1903 - 1907) sombre au même endroit que le Farfadet, le 16 octobre 1906 (l'ensemble des 16 membres d'équipage périt).